# Kurt Bürer
Kurt Bürer (* 10. August 1925 in Walenstadt; † 27. August 2009 ebenda, heimatberechtigt in Walenstadt) war ein Schweizer Politiker (CVP).

## Biografie
Kurt Bürer, Sohn des Bauunternehmers Max Bürer und der Maria Josefina Emilia geborene Cova, widmete sich nach abgelegter Matura an der Bündner Kantonsschule einem Studium am Technikum Winterthur, das er 1947 mit dem Erwerb des akademischen Grades eines Dipl. Ing. HTL abschloss. Im gleichen Jahr übernahm Kurt Bürer mit seinem Bruder Max die Leitung des väterlichen Bauunternehmens in Walenstadt, die er bis 1993 innehatte. In der Schweizer Armee diente er im Rang eines Obersten der Genietruppen.
Kurt Bürer – er heiratete 1955 Hedwig, die Tochter des Tierarztes und Kantonsrats Martin Wildhaber – verstarb am 27. August 2009 zwei Wochen nach Vollendung seines 84. Lebensjahres in seiner Heimatstadt Walenstadt.

## Politischer Werdegang
Kurt Bürer – er war Mitglied der konservativen Volkspartei, ab 1970 CVP – wurde 1960 in den St. Galler Grossen Rat gewählt, dem er bis 1976 angehörte und dem er in seinem letzten Amtsjahr auch als Präsident vorstand. 1975 erfolgte seine Wahl in den Nationalrat, in dem er in der Folge während drei Amtszeiten vertreten war. Von 1977 bis 1983 war er dort Mitglied der Geschäftsprüfungskommission.
Kurt Bürer war führendes Mitglied verschiedener regionaler Organisationen, so der Talgemeinschaft Sarganserland, der Luftseilbahn Unterterzen-Flumserberg, der Wasser- und Elektrizitätswerke Walenstadt, der Sarganserländischen Druckerei und des Radios Gonzen-Rheintal. Zudem war er Vorstandsmitglied des St. Galler Gewerbeverbandes und des Schweizerischen Baumeisterverbandes.